# Гегамасар
Гегамасар (арм. Գեղամասար), до 1991 года — Шишкая (арм. Շիշկայա, азерб. Şişqaya), — село в Гехаркуникской области Армении.

## География
Село расположено в восточной части марза, на берегу реки Гегамасар, при автодороге , на расстоянии 101 километра к востоко-юго-востоку от города Гавар, административного центра области. Абсолютная высота — 2050 метров над уровнем моря.
Климат
Климат характеризуется как умеренно холодный, влажный (Dfb в классификации климатов Кёппена). Среднегодовая температура воздуха составляет +4 °C. Средняя температура самого холодного месяца (января) составляет −8,3 °С, самого жаркого месяца (августа) — +15,7 °С. Расчётная многолетняя норма атмосферных осадков — 686 мм. Наибольшее количество осадков выпадает в июне (96 мм).

## Население
Численность постоянного населения по состоянию на 1 января 2023 года составляла 950 человек.
| Год переписи | Население          | Население          | Население          | Население            | Население            | Население            |
| Год переписи | Наличное население | Наличное население | Наличное население | Постоянное население | Постоянное население | Постоянное население |
| Год переписи | Всего              | Мужчины            | Женщины            | Всего                | Мужчины              | Женщины              |
| ------------ | ------------------ | ------------------ | ------------------ | -------------------- | -------------------- | -------------------- |
| 2001         | 1068               | 509                | 559                | 1080                 | 516                  | 564                  |
| 2011         | 1109               | 533                | 576                | 1132                 | 543                  | 589                  |

| Год  | Численность | Численность |
| ---- | ----------- | ----------- |
| 1831 | 251         | [ 9 ]       |
| 1897 | 113         | [ 9 ]       |
| 1926 | 612         | [ 9 ]       |
| 1939 | 1076        | [ 9 ]       |
| 1959 | 1426        | [ 9 ]       |
| 1970 | 2187        | [ 9 ]       |
| 1979 | 2291        | [ 9 ]       |
| 2001 | 1080        | [ 9 ]       |
| 2011 | 1132        | [ 10 ]      |